# Papeteries Aussedat
 (avril 2018).

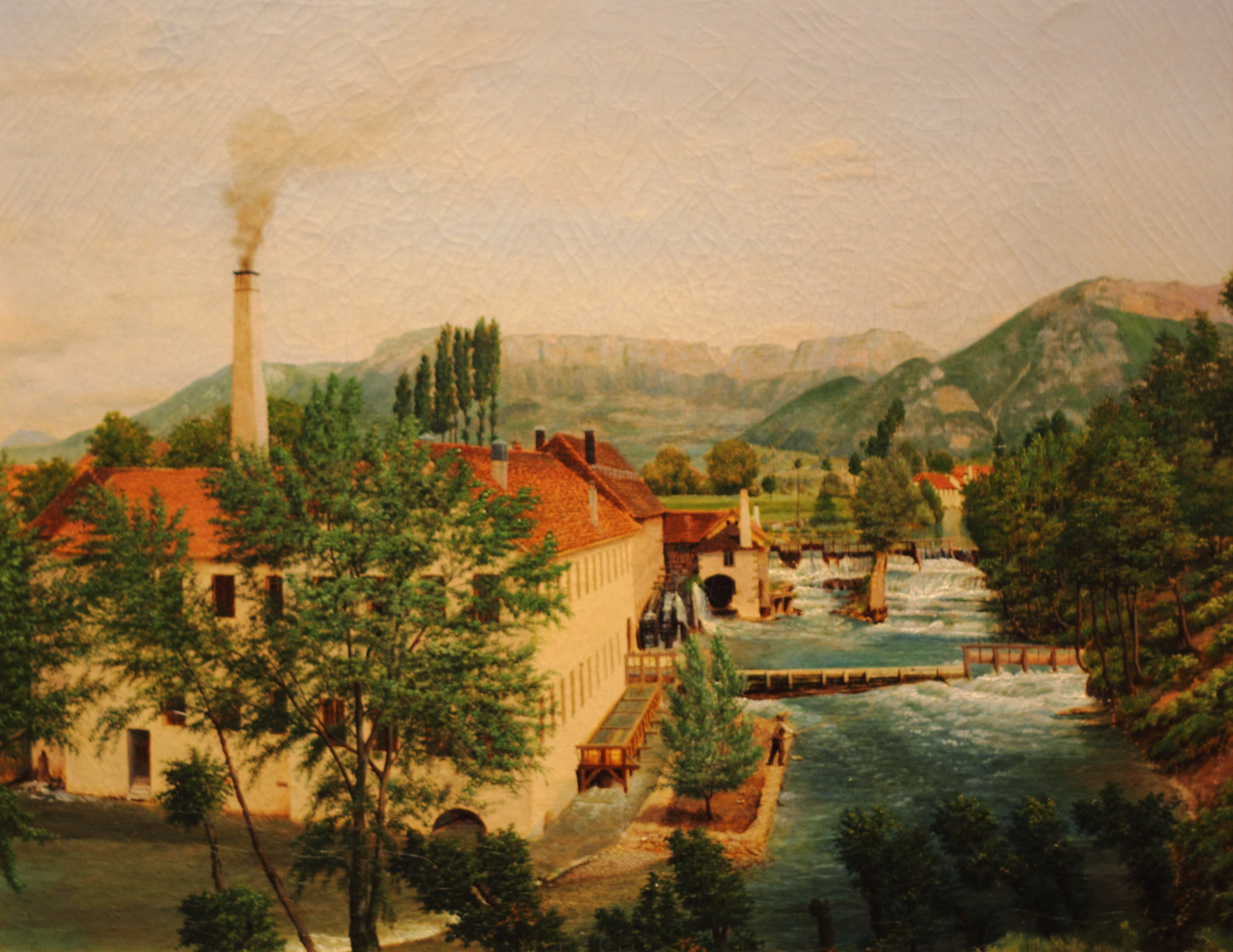
Les papeteries vers 1857.

les Papeteries Aussedat, devenues en 1971 le groupe Aussedat Rey sont un groupe papetier français qui s'est développé à Cran-Gevrier, ancienne commune aujourd'hui fusionnée avec Annecy. Son établissement principal exploitait l'énergie hydraulique et l'eau du Thiou, exutoire du lac d'Annecy.
La famille Aussedat, une dynastie d'industriels savoyards, a fondé et conduit l'entreprise pendant deux siècles et sept générations.
Dans les années 1930, les Papeteries Aussedat et plus particulièrement la branche Callies de la famille sont amenées à prendre le contrôle de la Compagnie des Machines Bull, à l'époque où les machines de mécanographie fonctionnent avec des cartes perforées en papier. Elles dirigeront Bull pendant trois décennies, faisant du groupe français le quatrième mondial de son secteur et le deuxième fabricant d'ensembles électroniques. Cette aventure commune des deux entreprises, qui reste un exemple d'histoire française de succès industriel et financier à bénéfice mutuel, dure jusqu'à ce que Bull vive au début des années 1960 le grand virage de la mondialisation sous contrôle américain.
Les familles Aussedat et Callies sont par ailleurs alliées aux Michelin. On[Qui ?] retrouve dans les entreprises Aussedat, Bull et Michelin des années 1930 à 1970 une même approche de culture d'entreprise.
L'usine historique de Cran-Gevrier, revendue par le groupe en 1996, cesse ses activités en 2006. Le site est reconverti et accueille un écoquartier de 600 logements, une pépinière d'entreprises du jeu vidéo, de l'animation, et des contenus numériques, implantée dans les murs d'un bâtiment de l'ancienne papeterie, et une centrale hydroélectrique qui poursuit l'exploitation de l'énergie hydraulique du site.

## Historique
Un moulin à papier était installé depuis le XVe siècle dans la localité de Cran-Gevrier proche d'Annecy, près du pont de Cran, proche du confluent du Thiou et du Fier. Le Thiou, alimenté par la grande réserve du lac d'Annecy, présente en effet à cet endroit un dénivelé de 20 mètres très tôt utilisé pour des moulins divers. En outre, l'eau du lac est alors très pure et convient bien pour la fabrication de pâte à papier. À la fin du XVIIIe siècle, ce premier moulin à papier est réduit à l'état de ruines, et c'est un peu en amont sur le Thiou qu'Augustin Aussedat, formé chez Montgolfier à Vidalon, et devenu en 1785 maître papetier à Saint-Alban-Leysse, près de Chambéry, transforme en moulin à papier en 1801 un moulin récent de métallurgie fine pour son fils Alexis.
Au total, l'ensemble des chutes d'eau du Thiou à Cran représentant un dénivelé de 20 mètres, dont la papeterie exploitait 9,50 mètres, le reste allait à d'autres industriels (Forges de Cran, Manufacture Duport). Equipée d'une dynamo vers 1900, l'une de turbines de la Papeterie permit à l'entreprise d'être en outre l'un des premiers producteurs d'électricité du département en attendant que les Forces du Fier, entreprise privée de production et distribution d'électricité, soient opérationnelles (1906).

### 1785-1842: Moulins à papier – Augustin et Alexis Aussedat

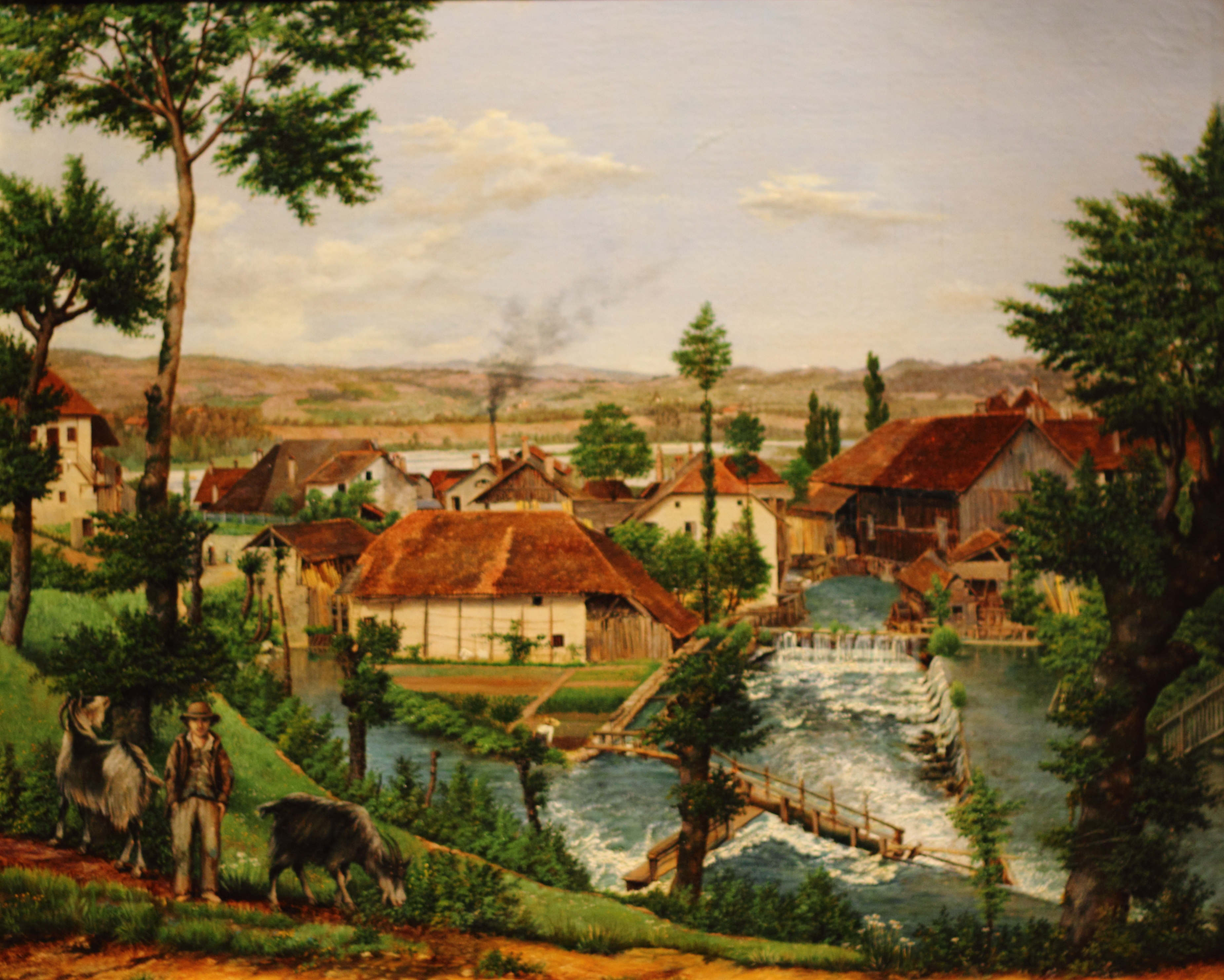
La papeterie Aussedat vers 1830.

Augustin I Aussedat (1756-1825), fils de deux ouvriers papetiers d'origine auvergnate travaillant chez Montgolfier, est né à Davezieux, près d'Annonay en Ardèche. Il est envoyé en 1785 par Augustin Montgolfier, son patron et parrain, prendre en gérance un moulin à papier à Saint-Alban Leysse, près de Chambéry. Il rachète ce moulin trois ans plus tard et devient maître papetier. Son fils aîné prend sa suite sur place, tandis qu'il établit ses deux autres fils à Faverges (rachat d'un moulin existant) et à Cran-Gevrier, près d'Annecy où il transforme en 1801 un moulin récent dédié à la métallurgie fine à proximité des ruines d'un ancien moulin à papier disparu. Les deux moulins de Faverges et Saint Alban-Leysse, en difficulté financière, seront assez rapidement revendus. Seul celui de Cran-Gevrier poursuit son développement pendant plus de deux siècles.
Alexis Aussedat (1785-1838) s'installe donc à Cran-Gevrier, où il succède à son père en 1825. Il développe l'affaire, agrandissant le moulin et introduisant des piles hollandaises qui augmentent considérablement le rendement de la préparation de la pâte à papier. Mais il meurt prématurément à 53 ans laissant l'affaire à ses trois fils, Jean-Marie, Hippolyte et Alexandre. Hippolyte se retire le premier, dès 1841. L'année suivante, les deux autres frères associés concrétisent un projet rêvé depuis quelques années par leur père : l'installation d'une première machine à papier en continu, puis d'une seconde. Le moulin à papier est devenu une papeterie industrielle.

### 1846-1904: L'industrialisation - Jean-Marie I et II Aussedat, Eugène et Albert Crolard

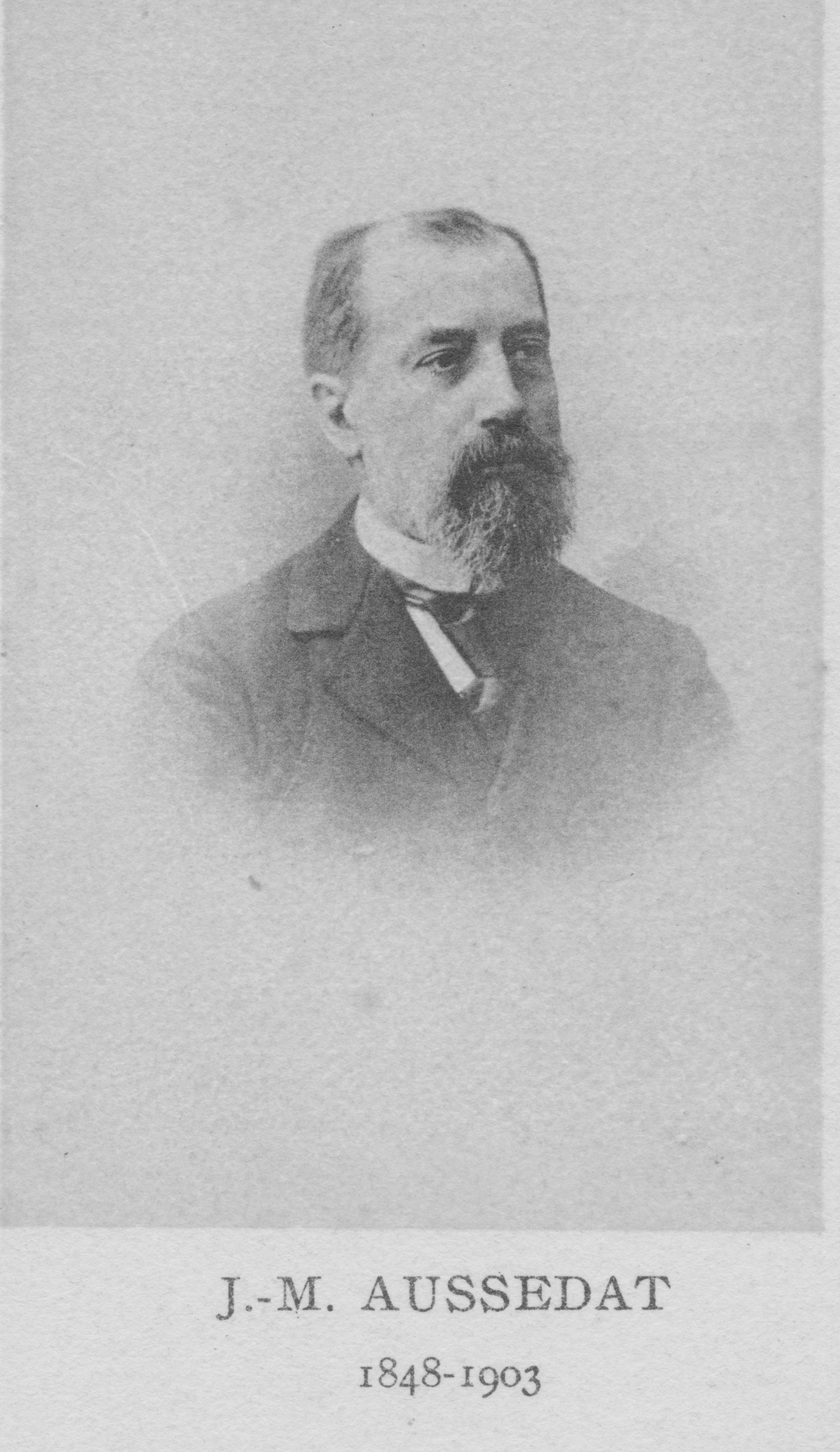

Alexandre se retire à son tour en 1846, mais travaille à la mise au point d'un procédé de fabrication de pâte à papier à partir de bois selon une méthode dite semi-chimique, procédé qui est encore décrit dans les ouvrages d'histoire de la fabrication du papier en France. Il construira une usine à Chevênes, quartier de Cran-Gevrier un peu en amont sur le Thiou, pour produire de la pâte à papier et du carton. Cette activité, poursuivie par son fils Eugène Aussedat et sa petite fille Clara Mercier, sera définitivement stoppée par un incendie qui détruit intégralement l'usine en 1929.
Jean-Marie I Aussedat (1814-1867), le fils aîné d'Alexis, reprend donc seul l'affaire vers 1850. Avec l'aide efficace de sa femme et cousine, Augustine Basin, il donne une nouvelle accélération au développement. En 1860, ils doivent faire face au changement complet de marché induit par le rattachement de la Savoie à la France. Ils embauchent un directeur, Eugène Crolard qui va mettre en place un réseau commercial efficace, avec l'ouverture d'un dépôt à Paris (jusque-là, la zone de vente était la Savoie et le Piémont). Comme son père, Jean-Marie I Aussedat meurt prématurément à 53 ans et c'est sa femme qui prend les rênes de l'entreprise pendant 43 ans, assistée par Eugène Crolard, puis son fils Albert Crolard (qui épouse Marguerite dernière fille de Jean-Marie et Augustine), et par son fils Jean-Marie II Aussedat (1848-1903). Pendant toute cette période, l'entreprise prend le nom de « Papeterie Veuve Aussedat ».
Ce trio de Direction Générale va encore accélérer le développement et la modernisation de l'entreprise :
- usine de pâte à papier à partir de bois (1881)
- nouvelle machine à papier en continu (1883)
- Électrification par dynamo (1885). C’est une des toutes premières en France. La papeterie sera même fournisseur d’électricité au début des années 1900 pour le compte des Forces du Fier (Société d’électricité qui fut absorbée par EDF en 1947).
- Divers immeubles de production ou d’entrepôt
- Canalisation amenant l’eau du lac directement à l’usine (1898-1900)
- 21 turbines pour augmenter le rendement de la chute d'eau du Thiou
- Ouverture d'un nouveau dépôt à Paris

Augustine Basin-Aussedat se révèle une financière de haut niveau, investissant et faisant investir ses proches dans toutes sortes de projets de développement de la région, menant une activité de banquière des notables, des communes, des PME de Savoie et Haute Savoie. Elle va jusqu'à organiser la création en 1891 de la Banque Commerciale d'Annecy, dont elle est, avec ses enfants, le principal actionnaire, et qui deviendra la Banque Laydernier. Ces placements bien gérés permettront d'alimenter les besoins en augmentation de capital de la Papeterie.

### 1904-1930: Les grands travaux – Jacques Callies, Joseph Aussedat
Après 1904, la Direction de la papeterie est assumée par Jacques Callies (1859-1925), succédant comme Président à son beau-frère Jean-Marie II Aussedat, Albert Crolard, et Joseph Aussedat, fils aîné de Jean-Marie II, avec toujours une supervision active d'Augustine Basin-Aussedat jusqu'à sa mort en 1909. En 1910, Albert Crolard devient député de Haute-Savoie et se retire. Il reviendra quelques années comme Président de la papeterie après 1925 mais la maladie l'empêchera de poursuivre son mandat. C'est Louis Aussedat (1877-1935), autre fils de Jean-Marie II, Directeur Général des Forces du Fier, qui prend la Présidence de 1928 à 1935.
À partir de 1912, une nouvelle génération est entrée en scène : trois des fils de Jacques Callies, deux fils de Jean-Marie II Aussedat, Joseph, directeur de l'usine jusqu'à 1932, et Maurice Aussedat (1889-1974) qui assiste son oncle Jacques Callies au dépôt de Paris dont il reprend la Direction après le décès de ce dernier en 1925.
En 1915, installation d'une nouvelle grande machine à papier (dite no 3), puis dans les années 1920, toute une série d'investissements : 
- une nouvelle chaufferie à l'anthracite pulvérisée de Tarentaise (1924) ;
- nouvelle villa de fonction pour l'administrateur délégué, directeur de l'Usine (1924) ;
- embranchement du chemin de fer, avec pont-bascule (1923-1924) ;
- un magasin de produits finis le long de cet embranchement (1924) ;
- un pont en béton au-dessus du Thiou pour relier la nouvelle usine de cellulose et l'embranchement de chemin de fer aux anciens bâtiments de la rive droite (1923) ;
- modernisation permanente des machines no 2 et no 3 (la machine 1 avait été démontée et revendue d'occasion en 1922) ;
- allongement de la machine no 2 et du bâtiment correspondant (1929-1930) ;
- création d'un nouveau dépôt à Lyon (1929-1930) ;
- création d'un nouveau dépôt à la Plaine-Saint-Denis (1930-1932) (ce dépôt fut partiellement bombardé en 1944 et reconstruit en plus grand après la seconde guerre mondiale) ;
- installation de la fabrication des cartes perforées dans ce dépôt (1932-1936) ;
- création d'une nouvelle usine de production de cellulose à partir de paille sur la rive gauche du Thiou (1922-1924).

La Papeterie Aussedat a alors acquis de solides positions dans le papier haut de gamme pour l'édition, les papiers pour impression de cartes géographiques (carte d'État-Major, carte Michelin), et diverses autres spécialités.

### 1930-1970: La grande aventure de la carte perforée - Jean et Pierre Callies, Maurice Aussedat
Dans les années 1930, l'entreprise prend un tournant stratégique original en misant à fond sur la carte perforée, pour les machines à statistiques de la Compagnie des Machines Bull qui faisaient leur apparition sur le marché français. Cette activité oblige rapidement la Papeterie Aussedat à prendre une participation puis le contrôle majoritaire de ce constructeur de machines mécanographiques. La rapide croissance de cette activité après la Seconde Guerre mondiale, et un accord de fourniture à IBM, amènent l'entreprise à investir successivement dans deux nouvelles machines de grande dimension en 1954 et 1959 (machines 4 et 5), construisant un nouvel édifice de grande dimension pour les héberger.
Dans cette période, la présidence est assumée par Jean Callies (1886-1961), directeur de l'usine Michelin de Clermont-Ferrand, tandis que son frère Pierre Callies (1887-1973) est Directeur Général, puis P-DG, leur cousin Maurice Aussedat continuant à diriger depuis Paris les Services Commerciaux et la fabrication des cartes perforées. Jacques Callies et son frère Joseph Callies se succèdent au poste de P-DG de 1940 à 1963.
En 1964, la Compagnie des Machines Bull en difficulté est reprise par General Electric. La Papeterie Aussedat se retire du capital, mais reste encore pendant une dizaine d'années le leader européen de la carte perforée. C'est à partir de 1970 que cette activité commence à décliner, la carte étant remplacée par la bande magnétique, la disquette, puis la saisie directe sur écran ou sur PC.

### 1963-1988: Le passage à la taille européenne - François Paturle, Jacques Calloud
En 1963, François Paturle, neveu des dirigeants précédents, succède à Pierre Callies comme PDG. L'usine de Cran Gevrier est totalement saturée par les besoins de fabrication de papier pour cartes perforées. L'accord de fourniture à IBM Europe, signé en 1962, se traduit en effet par un plus que doublement des volumes à fabriquer. Il faut acquérir une autre usine pour y transférer les autres spécialités. Le choix se porte sur la papeterie du Pont-de-Claix, dans la banlieue de Grenoble. La société prend le nom d'Aussedat-Pont-de-Claix. Mais la croissance se poursuivant, et les perspectives ouvertes par le marché commun se précisant, il faut procéder à une nouvelle acquisition d'envergure pour acquérir une taille européenne. C'est la fusion avec le groupe PCC Rey (Produits Chimiques et Cellulose Rey). Les deux entreprises sont de taille et de culture comparable, et la fusion est bien acceptée. Mais l'année suivante, le Gouvernement fait pression sur la nouvelle Société Aussedat-Rey pour reprendre les Papeteries de France, gros ensemble en forte difficulté financière. Cette digestion d'une société affaiblie s'avèrera difficile dans une époque où le marché du papier est déprimé, avec de nouveaux circuits mondiaux. Malgré tout, le groupe Aussedat Rey est arrivé ainsi à figurer dans les 50 premières entreprises privées françaises, et en 3e position de la filière bois-papier, devenu le numéro 1 français entre autres pour les papiers d'édition, les papiers et cartons couchés, le papier pour reprographie.
Plusieurs membres de la famille fondatrice sont alors encore dans l'entreprise : Marc Aussedat, directeur général, Henri Dauplais, secrétaire général, Robert Brouard à la tête d'une division, René Crolard, directeur du laboratoire, Michel Rollier, directeur financier. Ce dernier ralliera le groupe Michelin où il deviendra cogérant, puis succédera à Édouard Michelin comme gérant en 2006.
En 1975, Jacques Calloud, dirigeant du Groupe Rey avant la fusion, succède à François Paturle. Une réorganisation profonde répond aux nouveaux besoins d'une activité mondialisée et à une forte crise du secteur. Cette réorganisation est confiée, en 1985, conjointement à un cabinet de conseils extérieurs, le Cabinet Enquin et à un chef de projet, Vincent Frézal, conseiller du président Jacques Calloud, président du Groupe Aussedat Rey et se traduira notamment par la filialisation du département Distribution du Groupe, devenant  les Papeteries de France. L'idée initiale de réunir les Papeteries de France et les Papeteries Navarre, pour qu'elles deviennent Les Papeteries de France et de Navarre n'aura pas de suite, malgré la présence, chez Papeteries de France d'un DRH, André Navarre, apparenté à la Famille Navarre, et au Cabinet Enquin, d'un membre de la Famille Escarfail, Jean-Pierre Escarfail étant Président des Papeteries Navarre.[réf. nécessaire]

### 1988-2006: L'intégration dans International Paper et la dispersion partielle
La structure d'actionnariat très dispersée et les besoins en financement rendent l'entreprise facilement opéable. En 1988, le groupe Aussedat Rey est racheté par le numéro 1 mondial, l'américain International Paper.
L'usine historique de Cran-Gevrier, condamnée par le repreneur, est revendue en 1996 à ses dirigeants, et poursuit sous le nom de Papeterie de Cran jusqu'en juin 2006 une activité de plus en plus difficile à rentabiliser. Au moment de sa fermeture définitive en juin 2006, elle employait environ 170 personnes.
La majeure partie des anciens actifs d'Aussedat Rey (usines, réseau de distribution) ont poursuivi par ailleurs leur activité, disséminés à l'intérieur de l'organisation International Paper, qui en a cependant progressivement fermé une partie et revendu d'autres parties à divers autres grands groupes mondiaux industriels ou commerciaux dans la filière papier ou dans la filière bois et cellulose.
2011 : Le site industriel de Cran Gevrier, racheté en 2004 par un promoteur privé, est en cours de transformation : tous les bâtiments sont en voie de démolition à l'exception des deux grands halls construits dans les années 1950 qui vont être transformés en un pôle d'accueil de bureaux, spécialement pour des entreprises liées aux images d'animations (films, jeux vidéo, etc). Plus de 300 emplois pourraient y être recréés. La promenade du Thiou qui démarre au lac d'Annecy se prolonge sur ce terrain. Tout le reste est devenu l'écoquartier des Passerelles d'habitations, dont une partie en logement social. En outre, un exploitant hydroélectrique a racheté et rénové l'aménagement hydraulique permettant de turbiner les eaux du Thiou et injecte et revend l'électricité produite. La puissance brute de l'aménagement, qui reflète la puissance historiquement exploitable du site, est d'environ 700 kilowatts.

## L'histoire commune de Bull et de la Papeterie Aussedat (1931-1964)
Fin 1930, le conseil d'administration de la Papeterie Aussedat, composé de représentants des 3 branches familiales Aussedat, Callies et Crolard, est avisé du prochain transfert à Paris d'une entreprise suisse de machines à statistiques, la société Egli-Bull. Décision est prise d'investir massivement pour prendre une place forte comme fournisseur de cartes perforées, spécialité qui semble très prometteuse. L'investissement passe par une prise de participation dans Egli-Bull qui manque de capitaux pour se développer. En 1933, Egli-Bull devient Compagnie des Machines Bull.
En 1936, la Papeterie Aussedat décide de prendre le contrôle majoritaire de la Compagnie des Machines Bull, notamment à travers ses actionnaires familiaux Callies. En effet, une tentative de rachat de Bull par IBM risque de se traduire par une disparition pure et simple du jeune constructeur français et par un tarissement de l'activité des cartes perforées, IBM imposant ses propres cartes à ses clients et disposant déjà de ses propres sources de fournisseurs.
Trois des fils de l'ancien Président Jacques Callies, Jean Callies, Jacques Callies puis Joseph Callies , se succèderont comme P-DG de la Compagnie des Machines Bull entre 1936 et 1964, tandis que le même Jean Callies et son frère Pierre Callies sont respectivement Président et Directeur Général (puis P-DG) de la Papeterie Aussedat. Jean est également directeur de l'usine Michelin de Clermont-Ferrand. Trois des frères et sœurs Callies ont en effet épousé trois des enfants d'Édouard Michelin. Ce dernier jouera un rôle de conseil auprès de ses gendres lors de l'acquisition de la majorité de la Compagnie des Machines Bull en 1936.
Et pendant près de 30 ans, la Papeterie et le constructeur de machines mécanographiques vont connaître ensemble un développement soutenu, surtout après la Seconde Guerre mondiale, lorsque le marché de la mécanographie (ancêtre de l'informatique) s'envole, entraînant dans son sillage celui de la carte perforée.
Plusieurs représentants de la famille et la Papeterie Aussedat elle-même (représentée par son Administrateur délégué Maurice Aussedat, cousin des frères Callies), siègent majoritairement au Conseil d'Administration de Bull. Celui-ci assure les conditions d'un financement régulier de la croissance de l'entreprise et favorise l'émergence d'une forte culture d'entreprise, inspirée des réflexions et pratiques du catholicisme social adaptées au monde de la haute technologie. Ce catholicisme social, les Aussedat et Callies y avaient été sensibilisés, comme beaucoup de dirigeants de l'époque, dans les collèges de jésuites. Bien que chez Bull le personnel ait plutôt utilisé le terme « esprit Michelin », c'est plus directement de la Papeterie Aussedat, où ils avaient tous effectué le début de leur carrière, qu'ils s'inspiraient. Ultérieurement, on utilisera dédaigneusement le terme de « paternalisme » pour désigner cette forme de protection sociale qui, une fois nationalisée, s'apparentera de plus en plus à du « maternalisme ».
Dans les années 1960, Bull a atteint une taille critique qui ne peut plus être financée par le seul actionnariat national (familial et bourse), d'autant plus qu'il faut investir massivement dans la nouvelle génération de machines qui prennent pour la première fois le nom d'ordinateurs. Une tentative de rapprochement avec des capitaux américains est contrée par le Gouvernement français qui tente de monter une solution purement française. Finalement, Bull passe en 1964 sous contrôle de General Electric et le groupe Aussedat-Rey se retire du conseil d'administration et du dispositif de direction.

#### Ouvrages publiés par la famille ou l'entreprise
- Direction de la Communication d'Aussedat, PapPapiers de famille : D'Aussedat Rey à International paper, Créhalet Pouget Poussièlgues, 1998, 136 p.
- Alain Aussedat, Des familles de tradition : famille Aussedat et Balley, t. 2, Paris, Alain Aussedat, 2004
- François Paturle (François Paturle est PDG des Papeteries Aussedat, Aussededat-Pont-de Claix et Aussedat Rey de 1963 à 1975. Un second tome était prévu mais non publié en raison du décès de l'auteur), Les Aussedat papetiers depuis le XVIIe siècle. t.1, Annecy, Gardet, 1983.

#### Autres ouvrages
- Hervé Joly, Danièle Fraboulet, Patrick Fridenson et Alain Chatriot, Dictionnaire historique des patrons francais, Éditions Flammarion, 2010, 1617 p. (ISBN 978-2-08-125516-6, lire en ligne), Article « Familles Aussedat et Callies ».
- Jean-Claude Berthelet, Les Papeteries Aussedat. Tome 1 : Un fleuron de l’industrie savoisienne (le XIXe siècle), Centre Littéraire d'impression provençal, 2012 (ISBN 978-2-35897-265-9)
- Jean-Claude Berthelet, Les Papeteries Aussedat. Tome 2 : Un essor hors du commun (le XXe siècle), Centre Littéraire d'impression provençal, 2013, 280 p. (ISBN 978-2-35897-350-2)

### Fonds d'archives
- Fonds des Papeteries de Cran (1748-2004).  Cote : 151 J - 56 J. Annecy : Archives départementales de la Haute-Savoie (présentation en ligne).